# Lennart Stekelenburg
Lennart Stekelenburg (ur. 22 października 1986 w Rotterdamie) – holenderski pływak, specjalizujący się głównie w stylu klasycznym. 
Brązowy medalista mistrzostw Europy na dystansie 50 m stylem klasycznym oraz w sztafecie 4 x 100 m stylem zmiennym.
Uczestnik igrzysk olimpijskich w Londynie (2012) na 100 (20. miejsce) i 200 m żabką (18. miejsce) oraz w sztafecie 4 x 100 m stylem zmiennym (7. miejsce). 